# Kesselberg (Pass)
Als Kesselberg werden sowohl die Passhöhe zwischen Kochelsee und Walchensee bzw. zwischen Herzogstand und Jochberg als auch der dort hinüberführende Abschnitt der Bundesstraße 11 bezeichnet. Die Passhöhe liegt auf 858 m ü. NHN.

## Kesselberg
Der Kesselberg war während der Würmeiszeit ein Alpentor; hier floss ein Nebenarm des Isargletschers, der wiederum ein Nebenarm des Inntalgletschers war, mit einer Höhe von ca. 1.400 m über NHN hindurch.
„Der Kesselberg wird so genannt, weil alldort ein Felsen von einem herabfallenden Wasser ausgeholet als wie ein Kessel.“ Dieses Zitat wird sich auf eine der markanten Gumpen im Kesselbach beziehen, der vom Kesselberg herab in den Kochelsee fließt.
Vom Kesselberg aus führen leichte Anstiege auf die beiden umliegenden Berge, den Jochberg im Osten und den Herzogstand im Westen. Beide sind beliebte Ausflugsziele. In etwa unter dem Kesselberg hindurch führen die Leitungen des Walchenseekraftwerkes.

## Kesselbergstraße
Die Kesselbergstraße führt mit ca. 8 km Länge von Kochel am See nach Urfeld und überwindet bis zum Pass einen Höhenunterschied von ca. 250 m. Die erste Kesselbergstraße wurde 1492 unter Herzog Albrecht IV. von Bayern gebaut. Zu diesem Anlass wurde eine große Marmortafel angebracht, die noch heute an der alten Kesselbergstraße ausgestellt ist – allerdings als Replik, das Original liegt im Bayerischen Nationalmuseum in München. Der Ausbau der Straße hatte große Bedeutung für die Entwicklung die Wirtschaftsregion (vor allem dem regionalen Handel zwischen Südbayern und Tirol). Im 17. Jahrhundert führte eine Postroute der Taxispost über den Kesselberg. Die Straße hatte Steigungen von bis zu 21,3 %.
Von 1893 bis 1897 wurde die Straße unter Luitpold von Bayern durch das Königliche Straßen- und Wasserbauamt Weilheim weitgehend auf neuer Trasse angelegt. Zwischen 1962 und 1994 wurde die Bundesstraße 11 schrittweise ausgebaut und durch das Straßenbauamt Weilheim permanent erneuert.

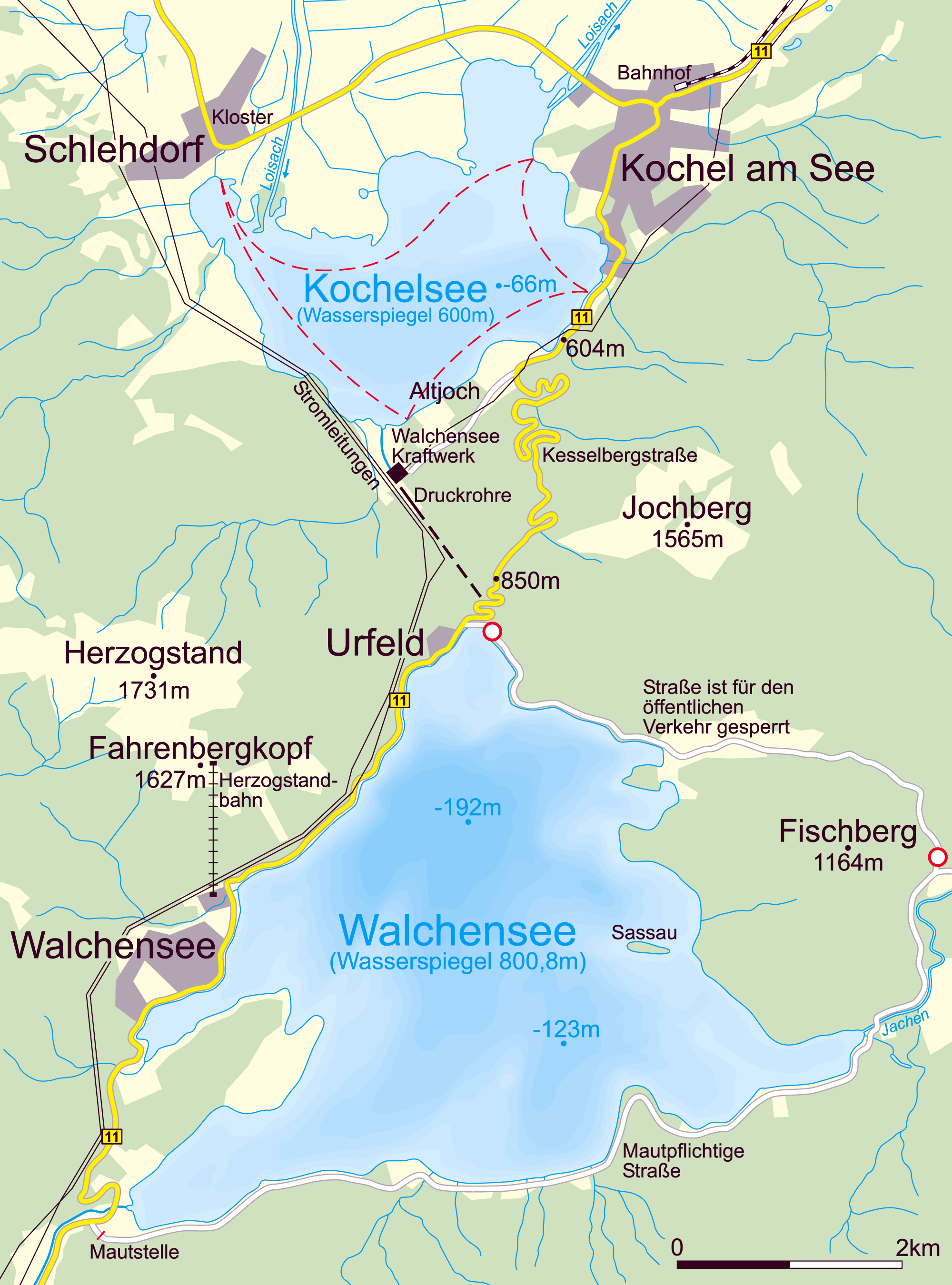
Kesselbergstraße zwischen Kochel- und Walchensee

Die Kesselbergstraße ist eine stark befahrene und gut ausgebaute Verbindungsstraße (B 11) und führt in zahlreichen Kehren zum Pass hinauf. Unterwegs gibt es mehrere Aussichtspunkte mit Blick über den Kochelsee und Teile des Alpenvorlands. 
Immer wieder gibt es auf dieser Strecke durch illegale Rennen und überhöhte Geschwindigkeit zahlreiche Todesopfer. Als Konsequenz gilt eine durchgehende Geschwindigkeitsbegrenzung auf 60 km/h sowie ein Überholverbot auf der gesamten Strecke. Seit 1. April 2023 ist die Strecke in Richtung Walchensee täglich zwischen 15.00 und 22.00 Uhr für Motorräder gesperrt. Die Straße wird von mindestens sieben Wegkreuzen gesäumt. Diese erinnern an tödliche Unfälle. In einer Kurve stehen allein drei Kreuze unterschiedlicher Ereignisse nebeneinander hinter der Leitplanke.

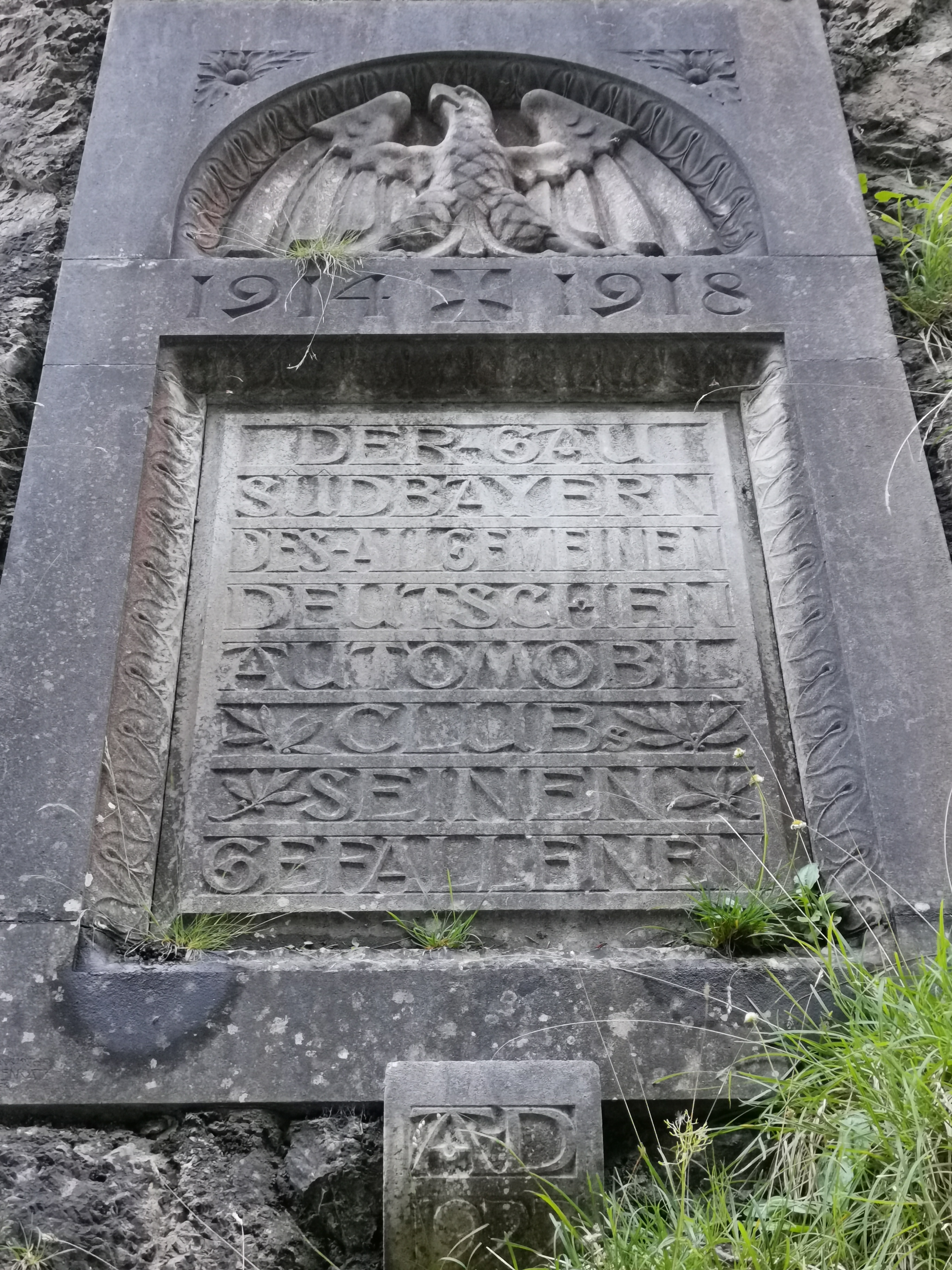
Kriegerdenkmal des ADAC in der Felswand oberhalb der Straße
Marmortafel von 1492 an der alten Kesselbergstraße (Replik)
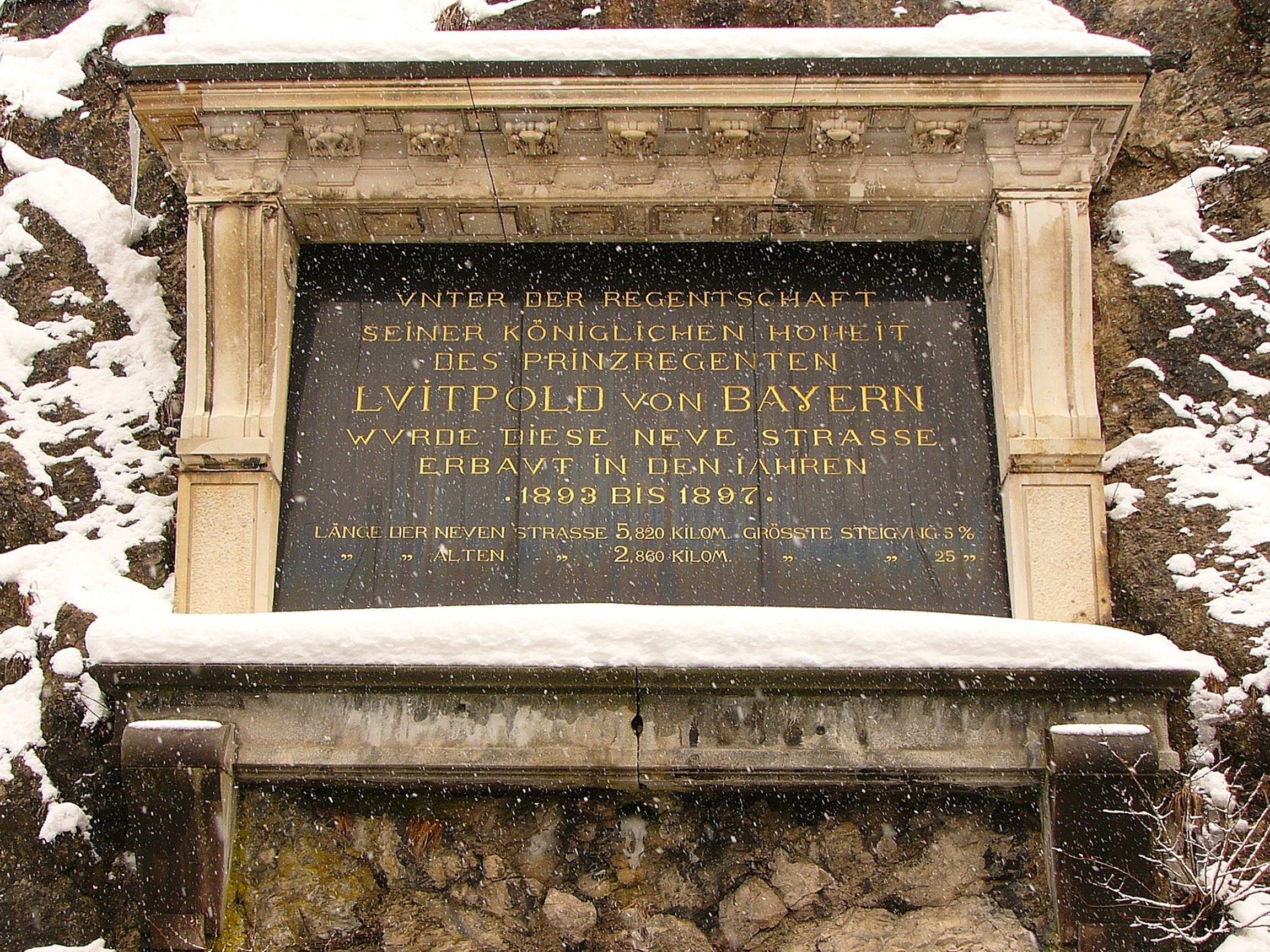
Steintafel zum Bau der Kesselbergstraße (1893)

### Kesselbergrennen
In den Jahren 1905 und 1907 fanden die ersten Straßenrennen auf der Kesselbergstraße statt, an denen sowohl Automobile als auch Motorräder teilnahmen. Die weiten Kurven am Scheitel des Passes erlaubten für damalige Verhältnisse hohe Geschwindigkeiten. So nahmen am ersten Rennen 60 Motorräder und 80 Touren- und Rennwagen teil.
Nach einer einundzwanzigjährigen Pause wurden in den Jahren 1928 bis 1935 nochmals Rennen durchgeführt.